# Ruedi Epple
Ruedi Epple (* 15. Januar 1952 in Liestal; auch: Ruedi Epple-Gass) ist ein Schweizer Soziologe, Politikwissenschaftler und Sachbuchautor.
Epple studierte Politikwissenschaft und Soziologie an der Universität Konstanz und promovierte 1986 zum Dr. phil. der Universität Frankfurt am Main. Er war zunächst beim Schweizerischen Gewerkschaftsbund und bei terre des hommes schweiz tätig, von 1988 bis 2001 an der Forschungsstelle Baselbieter Geschichte und von 2001 bis 2006 am Bundesamt für Statistik.
Von 2006 bis 2016 war er Lektor am Studienbereich Soziologie, Sozialpolitik und Sozialarbeit der Universität Freiburg.

## Veröffentlichungen
Bücher als Autor
- Friedensbewegung und direkte Demokratie in der Schweiz. Dissertation, Haag und Herchen Verlag, Frankfurt am Main 1988, ISBN 978-3-89228-245-7.[1]
- Drachenreise. Ein Lese-, Sach- und Baubuch, Zytglogge Werkbuch – terre des hommes schweiz
- Basel-Landschaft in historischen Dokumenten. 4. Teil: Eine Zeit der Widersprüche 1915–1945, Verlag des Kantons Basel-Landschaft, Liestal 1993, ISBN 9783856732325.
- Wandel und Anpassung: Die Landwirtschaft des Baselbiets im 19. Jahrhundert, Quellen und Forschungen zur Geschichte und Landeskunde des Kantons Basel-Landschaft, Verlag Baselland, 1996, ISBN 978-3-856-73246-2
- Basel-Landschaft in historischen Dokumenten: 5. Teil. Wachstum in Grenzen 1946–1985, Quellen und Forschungen zur Geschichte und Landeskunde des Kantons Basel-Landschaft, Verlag Baselland, 1998, ISBN 978-3856732523
- Bewegung im Übergang: Zur Geschichte der Politik im Kanton Basel-Landschaft 1890–1990, Quellen und Forschungen zur Geschichte und Landeskunde des Kantons Basel-Landschaft, Verlag Baselland, 1998, ISBN 978-3-856-73255-4
- Kinder und Jugendliche in Armut: Eine Analyse der Angebotssituation im Kanton Freiburg, Edition Soziothek, 2009, ISBN 978-3-037-96227-5
- mit Eva Schär: Stifter, Städte, Staaten: Zur Geschichte der Armut, Selbsthilfe und Unterstützung in der Schweiz 1200–1900, Seismo Verlag, 2010, ISBN 978-3-037-77088-7
- mit Eva Schär: Spuren einer anderen Sozialen Arbeit: Kritische und politische Sozialarbeit in der Schweiz 1900–2000, 2015, Seismo Verlag, ISBN 978-3-037-77146-4
- mit Ruedi Brassel, Peter Weishaupt und Ina Boesch: Haus Gartenhof in Zürich: Raum für vernetzte Friedensarbeit, Schweizer Friedensrat (Hrsg.), Chronos, 2019, ISBN 978-3-034-01552-3